# Kościół św. Józefa w Baborowie
Kościół świętego Józefa – rzymskokatolicki kościół filialny należący do parafii Narodzenia Najświętszej Maryi Panny w Baborowie.

## Historia
Jest to świątynia drewniana zbudowana w latach 1700–1702 i ufundowana przez księdza Szymona Piotra Motłocha, proboszcza parafii. Drewno dla świątyni zostało ofiarowane przez Katarzynę von Larisch. W 1802 i 1890 roku dach gontowy został wymieniony na łupkowy. Gruntownie budowla była remontowana w latach 1912, 1920, 1995-1996. Od 1946 roku kościołem opiekują się ojcowie karmelici.

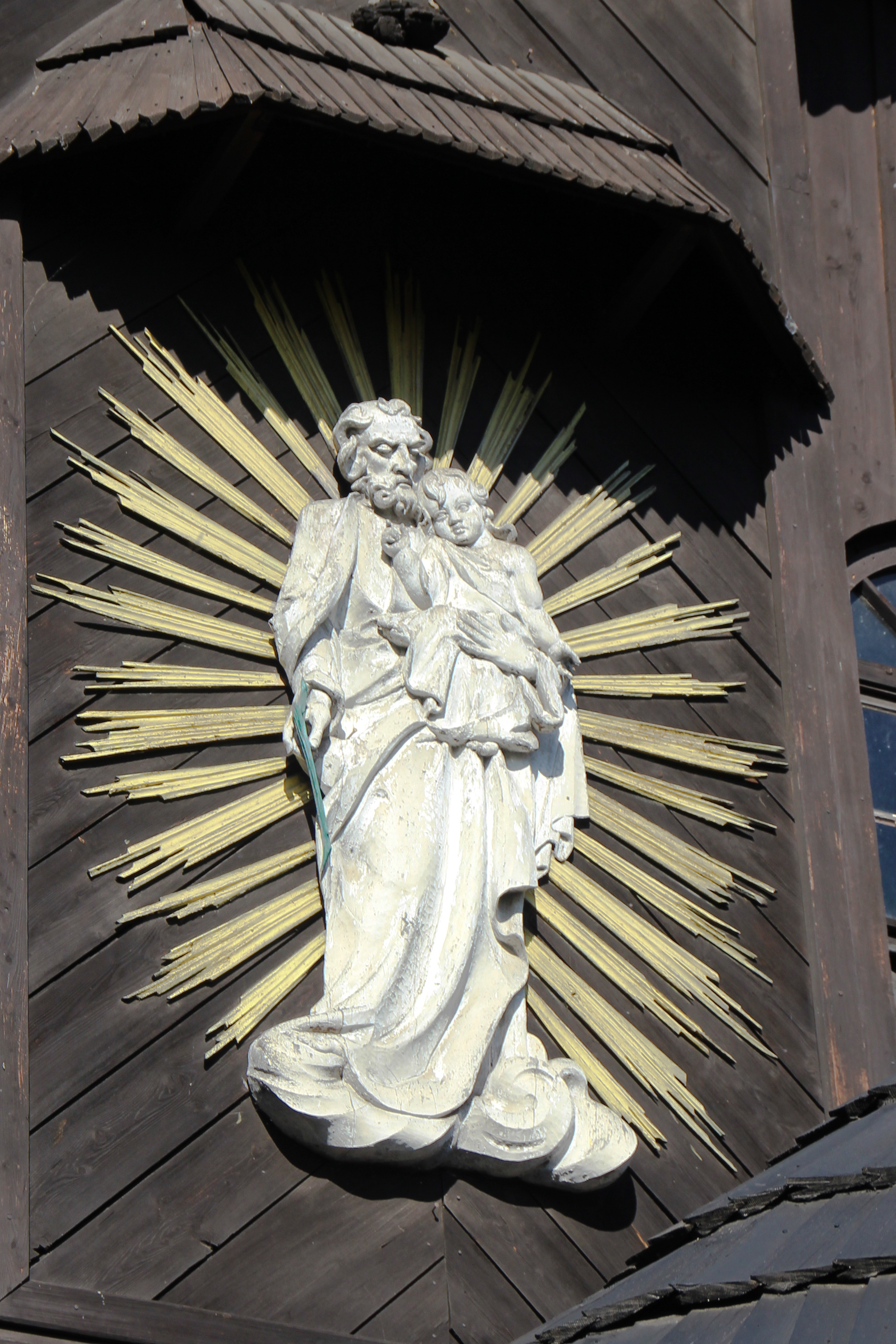
Św. Józef z Jezusem na fasadzie kościoła

## Architektura
Kościół został zbudowany w stylu barokowym i posiada konstrukcję zrębową. Nie jest budowlą orientowaną. Wzniesiono go na podmurówce na planie krzyża greckiego. Świątynia posiada ramiona boczne utworzone przez dwie kaplice pod wezwaniem Aniołów i Matki Bożej Szkaplerznej. Prezbiterium zamknięte trójbocznie posiada boczną zakrystię z lożą kolatorską znajdującą się na piętrze i ramiona transeptu. Z przodu nawy znajduje się kruchta. Budowla nakryta jest dachem jednokalenicowym, składającym się z łupka. Z przodu na dachu znajduje się wieżyczka na sygnaturkę (pierwotnie była umieszczona na skrzyżowaniu naw). Nakrywa ją blaszany hełm baniasty z latarnią i chorągiewką z datą „1700”. Wnętrze nakryte jest pozornym sklepieniem kolebkowym. Podłoga jest złożona z drewnianych desek. Chór muzyczny posiada parapet z wystawką w części środkowej i jest podparty dwoma słupami. Na chórze jest umieszczony prospekt organowy wykonany około 1800 roku. Ściany i strop są ozdobione polichromią barokową wykonaną na początku XVIII wieku przez Krauzego. Przedstawione są na niej Święty Józef z Dzieciątkiem i anioły w prezbiterium. W nawie są przedstawieni: Święty Michał Archanioł, Anioł Stróż z pielgrzymem, Matka Boska rozdzielająca szkaplerze na tle góry Karmel, Męczeństwo Świętej Barbary. Całość dopełniają: ornament roślinny i aniołki trzymające tablice z cytatami. Wyposażenie reprezentuje głównie styl barokowy i zostało wykonane na początku XVIII wieku. Należą do niego: ołtarz główny i cztery ołtarze boczne, polichromowana ambona, liczne rzeźby i obrazy (między innymi autora polichromii), 14 obrazów Stacji Drogi Krzyżowej na ścianach, żyrandol drewniany. Nad progiem została umieszczona data budowy.